# Vinhos Borges
A Sociedade dos Vinhos Borges é uma empresa vitivínicola portuguesa, sediada em Rio Tinto, Porto, fundada pelos irmãos António e Francisco Borges, em 1884.
Actualmente os Vinhos Borges dedicam-se ao cultivo, produção e exportação de vinho e fazem-se servir de 3 Quintas - Quinta da Soalheira, Quinta de São Simão da Aguieira e Quinta de Simaens - controlando todo o processo produtivo desde a plantação da vinha até à entrega do vinho ao consumidor final.
No seu portfólio, a Sociedade dos Vinhos Borges apresenta as seguintes marcas de vinhos: Vinhos de Mesa - Borges Grande Reserva, Borges Reserva, Borges Varietais (Alvarinho, Touriga-Nacional, Tinta-Roriz e Trincadeira), Borges Quintas (Soalheira, São Simão da Aguieira e Simaens), Lello, Meia Encosta, Gatão, AT Alvarinho Trajadura, Vilancete e Trovador; Vinhos do Porto - Borges Porto Vintage, Borges LBV, Tawnys de Idade e Borges Coroa, Ruby e White; Colheita Tardia e Brandy.
A Sociedade dos Vinhos Borges é, ainda, detentora das marcas de espumante Real Senhor Velha Reserva e Fita Azul.